# فرانسوا جرارد
فرانسوا جرارد (انگلیسی: François Girard؛ زادهٔ ۱۲ ژانویهٔ ۱۹۶۳) کارگردان و فیلم‌نامه‌نویس فرانسوی-کانادایی است. وی از سال ۱۹۹۰ میلادی تاکنون مشغول فعالیت بوده‌است.

## گزیده فیلم شناسی
- Cargo (۱۹۹۰)
- Thirty Two Short Films About Glenn Gould (۱۹۹۳)
- ویولن سرخ (۱۹۹۸)
- ابریشم (۲۰۰۷)
- بویچویر (۲۰۱۵)